# Nicola Bartolini Carrassi
Nicola Bartolini Carrassi (La Spezia, 1º agosto 1971) è un doppiatore e giornalista italiano.

## Doppiaggio
Bartolini Carrassi ha prestato la voce a vari personaggi, in trasmissioni televisive per bambini e in numerose serie animate, oltre che a pupazzi e mascotte. Dai  primi anni '90 al 2001 ha inoltre supervisionato, ed in molti casi tradotto e adattato per un pubblico infantile e ne è stato anche lo sceneggiatore, per l'Italia serie animate giapponesi destinate a Canale5, Italia Uno, Rete4 , tra le quali Sailor Moon Sailor Stars, Curiosando nei cortili del cuore, Piccoli problemi di cuore, Wedding Peach, Temi d'amore, Hanayori Dango, Dragonball, Batman Beyond, Slayers, Slam Dunk, Rossana, Fancy Lala, Beyblade, Pokémon, Berserk, Masked Rider, VR Troopers . 
Ha adattato e diretto i dialoghi di alcuni film delle serie Porky College. Come direttore del doppiaggio ha firmato le serie Slam Dunk, e film di animazione come Majokko Club, Time Bokan e Sailor Moon R special Make Up. Tra i film diretti Fear of the Dark, The Hollow, XX,XY. È stato anche il doppiatore del personaggio di Malcom Frink nella serie Superhuman Samurai

### Controversie
A causa di alcuni adattamenti e censure di queste ultime, non è mai stato molto apprezzato, a suo dire, da una parte del pubblico degli otaku.
Gli vengono rimproverati alcuni degli adattamenti più discutibili di serie televisive di grande successo, come ad esempio Sailor Moon, Slayers, Marmalade Boy e Magic Knight Rayearth. Il pubblico degli appassionati l'ha quasi sempre giudicato un censore al servizio del suo datore di lavoro, Mediaset, il quale aveva acquistato negli anni 1990 i diritti di serie giapponesi che non riteneva però adatte ad un pubblico italiano e che distribuiva censurandone alcuni contenuti e modificandone le trame; Carrassi si è difeso dicendo di fare del suo meglio per ridurre al minimo gli interventi, e soprattutto traducendo adattando il linguaggio alla lingua italiana.

## Giornalismo
Giornalista pubblicista dal 1993, ha iniziato la carriera curando prodotti per infanzia e adolescenza; in seguito ha lavorato per un pubblico generalista in televisione, cinema, ed editoria. Nel 2001 fonda con Emilio Carelli e dirige la sezione Teens di TGCOM.. 
Ha scritto alcuni libri, con altrettanti editori, principalmente legati alle serie doppiate. Tra questi Il grande Libro di Cartoni &TV (Sperling & Kupfer).

## Programmi e show portati in Italia
Ha partecipato allo scouting e allo sviluppo del prodotto animato e del merchandising della serie Pucca per Jetix.. Ha contribuito allo sbarco di Sanrio in Italia e allo sviluppo dei prodotti europei di Hello Kitty e della serie Happy Tree Friends.
Dal 1991 ha curato per Mediaset la gestione dei diritti di riproduzione, licensing e merchandising di diverse serie animate (tra le quali Pokémon e Power Rangers, che porta in Italia insieme con Alessandra Valeri Manera) e ha collaborato alla supervisione delle edizioni italiane di tali prodotti.
Nel 1999 ricopre il ruolo di direttore e marketing in Alboran S.p.a. occupandosi della web tv Planet Alboran

## Televisione
Ha prodotto, tra gli altri, i documentari One Direction Never Give UP, One Direction Real World, One Direction Top of the world, e sceneggiato One Direction Talento Puro e Harry Styles a Nudo, dove appare come se stesso.
Dopo una prima esperienza come conduttore per l'emittente locale ligure Tele Liguria Sud, nel 1994 collabora alla trasmissione TelepiùBambini, su TELE+1, di cui è anche autore.

## Sceneggiature Estere
Con il nome di Ryan Carrassi ha firmato la sceneggiatura nelle soap opera statunitensi Sunset Beach e Passions e curato alcune storyline della soap Days of our lives.
Lo stesso anno lancia e produce il pilot della serie MagiKa Mistery, che nel 2005 si trasforma nel film tv Ring of darkness.

## Sceneggiature Cinema
Ha collaborato alle sceneggiature di alcuni film delle serie Porky College e The Brotherhood e inoltre di Final Stab, Ring of Darkness, The frightening e Day of the dead: Contagium. Ha scritto e co-prodotto il film The Pool 2. Nel 2009 è co-sceneggiatore e co-produttore di 2012 - L'avvento del male, versione italiana del film statunitense del 2001 Megiddo: The Omega Code 2.
Ha curato il lancio di Freddy vs Jason, Jason X, adattato per il pubblico italiano Porky College: un duro per amico e il seguito Porky College, sempre più duri, e curato la creatività dei marchi Alone in the Dark e The House of the Dead di Uwe Boll, tratti dagli omonimi videogiochi. A Venezia ha portato Una casa alla fine del mondo con Colin Farrell, Good Night, and Good Luck. con George Clooney.

## Produzione Musicale
Carrassi è autore di testi per sigle e colonne sonore di canzoni legate alle serie animate trasmesse in Italia anche dalle reti Mediaset; in alcuni anime si è occupato di riscrivere in toto i testi delle canzoni che sono poi state cantate sulle basi musicali originali. Tra queste, le canzoni del film cinematografico Max Pax, Oltre i confini del Tempo con Gianfranco Fasano, di My Virtual Boy con il produttore e musicista Fausto Cogliati. Ha prodotto il concerto "Note di Pace" per l'home video di Ennio Morricone, I CD "Romanzo Criminale, il CD", "Rio", colonna sonora italiana dell'omonimo film Fox.

## Personaggi doppiati

### Serie animate
- Forza campioni: Karl
- James Bond Junior: Ike
- Universi paralleli per Bucky O'Hare: Frog
- Magico Dan, super campione: Taylor
- Let's & Go - Sulle ali di un turbo: Carlone, Hassler (degli Eisen Wolf), Glenn
- Dragon Ball: Maestro Condor
- È un po' magia per Terry e Maggie: Yari
- Lamù, la ragazza dello spazio: Ataru Moroboshi
- Metal Armor Dragonar: Gor
- Record of Lodoss War: Eto
- Proteggi la mia terra: Takashi Matudaira
- Yu degli spettri: Shorin/Rando
- Detective Conan: Genta Kojima (prima voce ep.1-123)
- Si salvi chi può! Arriva Dennis: Faccione
- Sulle ali dei Dragon Flyz: Nembo
- Gladiators Academy: Colosso
- Hello! Sandybell: Charles
- Pokémon: Brock (stagioni 1 e 2)
- Lisa e Seya un solo cuore per lo stesso segreto: Jeff
- Alé alé alé o-o: Toshi
- Un incantesimo dischiuso tra i petali del tempo - Slayers: Alfred/Armando
- Rossana: Oliver
- Una porta socchiusa ai confini del sole - Magic Knight Rayearth: Ascot adulto (primo doppiaggio)
- Piccoli problemi di cuore: William
- Clamp Detectives: Sato Takamura
- Curiosando nei cortili del cuore: Steven
- Mille emozioni tra le pagine del destino per Marie-Yvonne: Alexander Motters
- Petali di stelle per Sailor Moon: Seiya
- L'irresponsabile capitano Tylor: Tylor
- Wedding Peach - I tanti segreti di un cuore innamorato: Alex
- Dragon Ball GT: Ub
- Simba: è nato un re: Jena
- Batman of the Future (Batman beyond): Terry McGinnis / Batman
- Beyblade, Beyblade V-Force, Beyblade G-Revolution: Max
- La rivoluzione di Utena: Dios
- Wedding Peach DX: Yosuke Fuma
- Slam Dunk: Anozumi Takamiya/Murasame
- Magica DoReMi: Hakazuki
- Nanaka - Ma quanti anni hai?: Yoshida
- Kaleido Star: Kureyev
- Shaman King: Pino
- Il girotondo rotondo di Onchan: Onchan

### Film di animazione
- Batman of the Future: Il ritorno del Joker, Batman beyond - Terry McGinnis / Batman
- Lamù: Only You, Lamù: the Forever, Lamù: Un ragazzo, una ragazza, Lamù - Sei sempre il mio tesoruccio - Ataru Moroboshi
- Pokémon il film - Mewtwo colpisce ancora - Brock
- Pokémon 4Ever - Brock
- Pokémon Heroes - Brock
- Majocco Club - Midori
- Time Bokan - Le macchine del tempo - Dasainen
- X - Yuto
- Samurai Spirits - Apocalisse a Edo - Galford
- Beyblade - The Movie - Max

### Serie televisive
- Walter Jones in Power Rangers
- Josh Hammond in Eddie, il cane parlante
- Glen Beaudin in Super Human Samurai
- Bryan Buffington e Ryan Brown in Sentieri

### Cinema
- Tony Denman in Dorm Daze
- Steve Colosi in Day of the Dead 2 - Contagium

### Videogiochi
- Obi-Wan Kenobi in Star Wars: Episodio I - La minaccia fantasma (per Pc e Playstation)

## Direzione del doppiaggio
- XX/XY
- Fear of the dark - Paura del buio
- Day of the Dead 2 - Contagium
- The hollow - La notte di Ognissanti (2004)
- Nana
- Nana 2
- Slam Dunk
- Majocco Club
- Time Bokan - Le macchine del tempo
- Parasite Dolls
- L'incredibile avventura del principe Schiaccianoci
- Marmalade Boy - Quello stesso giorno a casa di Yū
- Il primo amore di Amy
- Sailor Moon R The Movie - La promessa della rosa (doppiaggio televisivo)
- Il girotondo rotondo di Onchan
- Michael Jackson - The heart song
- Justin Bieber - This is my world
- Harry Styles - Sexy Pop
- One Direction - Real Word
- One Direction - Talento Puro

## Libri e pubblicazioni
- Il Grande libro ufficiale dei Pokémon (come traduttore), Sperling & Kupfer, 2000. ISBN 978-88-20-03022-3
- Pokémon. Scelgo te! L'inizio di una grande avventura (come traduttore), Sperling & Kupfer, 2000. ISBN 978-88-20-03023-0
- Pokémon: l'isola dei Pokémon giganti (come traduttore), Sperling & Kupfer, 2000. ISBN 978-88-20-03024-7
- Il grande Libro di Cartoni & TV, Sperling & Kupfer, 2005. ISBN 978-88-87-59247-4
- Mighty Morphin Power Rangers, Diamond Publishing.
- Turbo Power Rangers, Il film, Diamond Publishing.
- Power Rangers, Rescue, Diamond Publishing.
- Bayside School, Diamond Publishing.
- Sweet Valley High, Diamond Publishing.
- One Direction never Give Up 4ever, Koch Media Publishing, 2012.
- Justin Bieber, this is my world, Medusa Video, RCO Publishing, 2013.
- One Direction fans book and more (scritto con Stefano Bini), Kock Media Publishing, 2013.
- 5 Seconds of Summer, 'So hot So Sexy', RCO BOOKS, 2016. ISBN 978-15-40-11412-9
- Harry Styles, Re del pop, RCO BOOKS, Koch Media, 2017. ISBN 978-13-86-84084-8